# Teinostoma carinicallus
Teinostoma carinicallus är en snäckart som beskrevs av Henry Augustus Pilsbry och McGinty 1946. Teinostoma carinicallus ingår i släktet Teinostoma och familjen Vitrinellidae. Inga underarter finns listade i Catalogue of Life.